# Pristimantis gladiator
Pristimantis gladiator es una especie de anfibio anuro de la familia Craugastoridae.

## Distribución
Esta especie habita entre los 2270 y 2910 m de altitud en la ladera oriental de la Cordillera Oriental:
- en Ecuador en las provincias de Napo e Imbabura;
- en Colombia en el departamento de Putumayo.[4]

## Etimología
Esta especie lleva el nombre en honor a William Edward Duellman.

## Publicación original
- Lynch, 1976 : Three new leptodactylid frogs (genus Eleutherodactylus) from the Andean slopes of Columbia and Ecuador. Herpetologica, vol. 32, n.º 3, p. 310-317.[5]